# 節目
| ウィキペディアには「節目」という見出しの百科事典記事はありません（タイトルに「節目」を含むページの一覧/「節目」で始まるページの一覧）。 代わりにウィクショナリーのページ「節目」が役に立つかもしれません。 |